# Українці Японії
Українці Японії — одна з етнічних громад на території Японії, що сформувалася переважно у новітній час. Українська діаспора в Японії нечисленна, однак спостерігається тенденція до росту кількості громадян України, які тимчасово перебувають у цій країні через навчання або роботу.
Станом на грудень 2023 року, за офіційними даними Міграційної служби Японії, в країні проживають 4202 громадян України. Особи, які б набули статусу закордонного українця, в Японії відсутні.
Основною організацією українців Японії, що проводить громадські заходи в цій країні, є неформальне товариство українців «Краяни». Метою їхнього об'єднання є популяризація України в Японії та допомога у розв'язанні культурних проблем тих українців, що перебувають у змішаних шлюбах та хотіли б дати своїм дітям елементи української освіти.

## Неформальне товариство українців «Краяни»
Громада українців у Японії «Краяни» — неурядова та неофіційна організація закордонних українців, які тимчасово або постійно проживають у Японії, була заснована 3 березня 2000 року як електронна поштова розсилка з метою згуртування українців, що проживають поза межами України. Організація є переважно віртуальною спільнотою, яка не має офіційної структури, формального членства або керівних органів.
Серед головних напрямків діяльності «Краян» можна виокремити такі:
- популяризація української культури серед японців;
- популяризація японської культури серед українців;
- допомога українцям з адаптації до умов життя в Японії;
- розв'язання нагальних питань українців, що тимчасово мешкають в країні акредитації;
- проведення флешмобів, демонстрацій, акцій на підтримку нашої держави в країні перебування, а також проведення інших заходів з відзначення пам'ятних дат, річниць, роковин тощо.

Засновником «Краян» та одним з координаторів діяльності організації є громадянин України Д. В. Ковальов. Офіційної реєстрації учасників група не веде. Кількість учасників оцінюється виходячи з кількості учасників поштової розсилки та групи у Фейсбук (станом на листопад 2014 — 108 людей).

### Організовані заходи
Серед найбільш помітних заходів/акцій, що були організовані «Краянами» або впроваджені за їхньою участю були:
- 2001 — Відзначення десятої річниці Незалежності України — підняття на гору Фудзі;
- 2004 — Збір підписів та направлення листа до Прем'єр-міністра Японії з проханням не визнавати результати сфальсифікованих виборів під час першого туру президентських перегонів;
- 2008 — Заснування Місії Української православної церкви Київського патріархату в Японії;
- 2009 (березень) — Заснування та підтримка Української школи «Джерельце», метою якої є збереження національної ідентичності українських дітей за кордоном.
- 23 лютого 2014 року, за ініціативи Посольства України в Японії та підтримки закордонних українців, в Англіканській церкві Святого Албана міста Токіо відбулась поминальна служба за Небесною сотнею. У рамках заходу відбувся збір коштів для родин загиблих українців;
- 4 березня 2014 Пікет російського посольства у Токіо з вимогою припинити російську агресію проти України;
- 9 березня 2014 року в Токійському парку Мейдзі відбувся флешмоб присвячений 200-річчю від Дня народження Тараса Шевченка, який був організований активістами «Краян» за сприяння Посольства України в Японії. У рамках флешмобу, участь в якому також взяли й представники місцевої громадськості, відбулося публічне читання найбільш відомих творів Т. Шевченка;
- 12-13 квітня 2014 фестиваль «Молимось за мир в Україні» в Кіото
- 28 червня 2014 року за підтримки Посольства України в Японії та Української Православної церкви Київського патріархату відбувся другий флешмоб «Мегамарш у вишиванках» за участю представники неформального об'єднання закордонних українців «Краяни», співробітників Посольства України в Японії, а також представників місцевої громадськості.
- 19 жовтня 2014 захід з популяризації української культури «Український день» у Йокогамі;
- 23 листопада 2014 року в Англіканській церкві Святого Албана відбулась поминальна служба з вшанування пам'яті жертв Голодомору 1932—1933 рр. У заході, який відбувся за сприяння Посольства України в Японії, участь взяли співробітники дипломатичної установи та члени їхніх сімей, представники української громади за кордоном, зокрема активісти неформального товариства українців «Краяни», а також представники місцевої громадськості. У рамках згаданого заходу молитву на пам'ять жертв голодомору прочитали настоятель Української православної церкви Київського патріархату у Токіо отець П. Королюк, піарист римсько-католицької церкви у Японії та Філіппінах отець В. Деллабан, настоятель Англіканської церкви Святого Албана В. Балсон. Крім цього, до присутніх звернувся Посол України в Японії Ігор Харченко, який закликав пам'ятати кожну історичну віху нашої держави на шляху її незалежності, зокрема Голодомор 1932—1933 рр. — геноцид українського народу, розв'язаний тоталітарним радянським режимом, а також неоголошену війну Україні. З метою вшанування пам'яті жертв більшовицького терору та всіх українців, які віддали своє життя у боротьбі за незалежність нашої держави, було запалено свічки, що були викладені у формі українського тризуба.

В період з 2013 по 2019 роки було проведено сім Маршів у вишиванках у Токіо.

## Найвідоміші представники
- Меттер Еммануель — український диригент, походив із родини українських євреїв.
- Сирота Лео — єврейський піаніст-віртуоз, уродженець Кам'янця-Подільського.
- Степанюк Оксана Анатоліївна — українська оперна співачка (лірико-колоратурне сопрано, бандуристка-вокалістка. Солістка Токійської опери Фудзівара в Японії. Заслужена артистка України (2011).[1][2]
- Тайхо Кокі (справжнє ім'я — Іван Маркіянович Боришко) — професійний сумоїст, 48-ий йокодзуна.
- Хадаші Єва (справжнє ім'я — Євгенія Суда) — кандидатка мистецтвознавства, магістр філології, японіст, музикознавеця, письменниця, співачка, теле- радіоведуча.[3]